# Leptodactylus fuscus
Leptodactylus fuscus is een kikker uit de familie fluitkikkers (Leptodactylidae) die voorkomt in Midden- en Zuid-Amerika.

## Voorkomen
Leptodactylus fuscus komt voor van westelijk Panama tot aan zuidelijk Brazilië, Bolivia en noordelijk Argentinië. De soort komt voor in open gebieden zoals droogbos en grasland tot op 1.700 meter boven zeeniveau. Leptodactylus fuscus is algemeen in Zuid-Amerika.

## Uiterlijke kenmerken
Vrouwelijke exemplaren zijn iets groter dan de mannetjes. Leptodactylus fuscus heeft een kop-romplengte van 35 tot 51 mm.

## Leefwijze
Leptodactylus fuscus leeft op de grond en is nachtactief. De kikker nestelt in kleine holen in ondiepe tijdelijke poelen en aan de randen van permanente meren. De eieren worden gelegd in een schuimnest. 